# Egzekucje w Laskach pod Warszawą
Egzekucje w Laskach pod Warszawą – zbiorowe egzekucje przeprowadzane przez okupantów niemieckich w okolicach wsi Laski na obrzeżach Puszczy Kampinoskiej. W latach 1942–1943 funkcjonariusze SS i policji niemieckiej rozstrzelali tam 155 osób – w większości pochodzenia żydowskiego.

## Geneza
W nazistowskich planach ujarzmienia narodu polskiego Warszawa zajmowała miejsce szczególne. Mimo iż w Generalnym Gubernatorstwie dawną stolicę Polski zdegradowano do roli miasta prowincjonalnego, Warszawa pozostawała nadal centrum polskiego życia politycznego, intelektualnego i kulturalnego. Stanowiła także siedzibę władz Polskiego Państwa Podziemnego oraz miejsce funkcjonowania szczególnie silnych i dobrze zorganizowanych struktur ruchu oporu. Generalny gubernator Hans Frank zapisał w swoim dzienniku pod datą 14 grudnia 1943: „gdybyśmy nie mieli Warszawy w Generalnym Gubernatorstwie, to nie mielibyśmy 4/5 trudności, z którymi musimy walczyć. Warszawa jest i pozostanie ogniskiem zamętu, punktem, z którego rozprzestrzenia się niepokój w tym kraju”.
Od pierwszych dni okupacji Niemcy stosowali brutalny terror wobec ludności Warszawy, wymierzony w pierwszym rzędzie w przedstawicieli polskich elit politycznych i intelektualnych, społeczność żydowską oraz osoby w jakikolwiek sposób powiązane z ruchem oporu. Warszawskie więzienia i areszty – Pawiak, areszt śledczy przy ul. Daniłowiczowskiej, więzienie mokotowskie, piwnice siedziby Sipo w Alei Szucha – zapełniły się aresztowanymi. Codziennością stały się uliczne łapanki, deportacje do obozów koncentracyjnych i zbiorowe mordy. Egzekucje więźniów politycznych z Warszawy Niemcy przeprowadzali zazwyczaj w tajemnicy, w okolicach niedostępnych dla osób postronnych. Miejscami kaźni stały się m.in. ogrody sejmowe przy ul. Wiejskiej, Las Kabacki, Szwedzkie Góry na terenie Bemowa, a przede wszystkim – „polana śmierci” w Palmirach.
W lipcu 1941 Niemcy zaprzestali przeprowadzania egzekucji w Palmirach, gdyż dokonywane tam zbrodnie przestały stanowić jakąkolwiek tajemnicę dla polskiej ludności. Masowe rozstrzeliwania zostały wówczas częściowo zastąpione masowymi wywózkami do obozów koncentracyjnych. Nie oznacza to jednak, że okupanci całkowicie zrezygnowali z eksterminacji bezpośredniej. Gestapo zaczęło odtąd poszukiwać nowych lokalizacji w podwarszawskich lasach, które mogłyby posłużyć jako miejsca tajnych egzekucji. Jednym z takich miejsc stały się okolice wsi Laski na obrzeżach Puszczy Kampinoskiej.

## Egzekucje w Laskach
Niewiele wiadomo na temat dat i przebiegu egzekucji przeprowadzanych w okolicach Lasek. Udało się również ustalić tożsamość tylko nielicznych ofiar. Najwięcej informacji na temat akcji eksterminacyjnej w Laskach dostarczyły wyniki ekshumacji przeprowadzonej tam wiosną 1947 roku. Odkryto wówczas cztery zbiorowe mogiły kryjące szczątki 155 osób. 
W dwóch pierwszych grobach spoczywały ciała kolejno: 21 i 23 mężczyzn. Ze względu na daleko posunięty rozkład zwłok i brak jakichkolwiek dokumentów nie udało się zidentyfikować żadnej z ofiar. Odnotowano jedynie, że w momencie śmierci część skazańców była odziana w poranne obuwie i ubrania narzucone na gołe ciało.
Z trzeciej mogiły wydobyto 50 zwłok, z czego 15 udało się rozpoznać. Na podstawie odnalezionych w grobie dokumentów (listów, kartek żywnościowych itp.) ustalono, że wszystkie zidentyfikowane ofiary były Żydami, których przywieziono z Warszawy latem lub jesienią 1942. Przy zwłokach odnaleziono wiele przedmiotów osobistego użytku (łyżki, widelce, kubeczki, nici, zawiniątka z bielizną). Prawdopodobnie ofiary były więźniami obozu pracy dla Żydów, który Niemcy zorganizowali na terenie Puszczy Kampinoskiej. Z informacji uzyskanych przez podziemne Archiwum Getta Warszawskiego („Oneg Szabat”) wynikało, że obóz ten był częścią tzw. Wasserwirtschaft, która miała prowadzić prace w zakresie regulacji rzek na terenie całego Generalnego Gubernatorstwa. Wiadomo, że w obozie panowały fatalne warunki bytowe i sanitarne. Więźniów zmuszano do wyczerpującej pracy – po kolana w wodzie i bez odpowiedniej odzieży roboczej. W efekcie wielu z nich zmarło z głodu i chorób. Tych więźniów, którzy nie mieli siły pracować, mordowała straż obozowa. W notatkach sporządzonych przez dr Emanuela Ringelbluma jest wzmianka o „obozie w Kampinosie”, gdzie na „słynnym trupim pagórku” miano pogrzebać „ponad 50 młodych istot żydowskich, zastrzelonych lub zakatowanych przez Lagerschutz” (straż obozową). Szczegółowe opracowanie na temat owego obozu sporządził rabin Szymon Huberband jednak dokument ten prawdopodobnie zaginął podczas wojny.
W czwartej mogile spoczywały zwłoki 61 osób (w tym 8 kobiet). Według informacji uzyskanych od miejscowej ludności należały one do osób rozstrzelanych „w okresie likwidacji getta warszawskiego”. Nie wiadomo jednak, czy świadkowie mieli na myśli okres wielkich deportacji z getta warszawskiego do Treblinki (lato 1942), czy też może powstanie w getcie warszawskim (wiosna 1943). Grób był podmywany przez wody zaskórne, przez co ciała zamordowanych znajdowały się w stanie daleko posuniętego rozkładu. Na podstawie odnalezionych przy zwłokach dokumentów udało się jednak rozpoznać 10 ofiar. Wszyscy  zamordowani byli narodowości żydowskiej.

## Po wojnie
W dniach 16–22 maja 1947 roku pracownicy Polskiego Czerwonego Krzyża prowadzili prace ekshumacyjne w okolicach Lasek. Staraniem warszawskiej gminy żydowskiej cześć odnalezionych wówczas ciał pogrzebano na cmentarzu żydowskim przy ul. Okopowej w Warszawie. Szczątki 115 ofiar pochowano natomiast na cmentarzu w Palmirach, gdzie obecnie spoczywają wraz z ciałami ponad 2 tys. ofiar niemieckiego terroru, odnalezionymi po wojnie w pozostałych miejscach kaźni nieopodal Warszawy.

## Odpowiedzialność sprawców
Odpowiedzialność za egzekucje przeprowadzane w okolicach Lasek w 1942 roku spada w pierwszym rzędzie na gubernatora dystryktu warszawskiego, Ludwiga Fischera, oraz ówczesnego Dowódcę SS i Policji w dystrykcie warszawskim – SS-Oberführera Ferdinanda von Sammern-Frankenegga. 3 marca 1947 roku Ludwig Fischer został skazany wyrokiem Najwyższego Trybunału Narodowego na karę śmierci. Wyrok wykonano. Ferdinand von Sammern-Frankenegg zginął w 1944 roku podczas potyczki z jugosłowiańskimi partyzantami.
W rzeczywistości rolę spiritus movens dla wszystkich działań terrorystycznych i eksterminacyjnych prowadzonych wobec polskiej i żydowskiej ludności Warszawy pełnił podległy im SS-Standartenführer Ludwig Hahn – komendant SD i policji bezpieczeństwa w Warszawie w latach 1941–1944. Po wojnie Hahn przez wiele lat mieszkał w Hamburgu pod swoim prawdziwym nazwiskiem. Przed sądem stanął dopiero w 1972 roku i po trwającym rok procesie skazany został na karę 12 lat pozbawienia wolności. W procesie rewizyjnym hamburski sąd przysięgłych podwyższył karę na dożywotnie pozbawienie wolności (1975). Hahn wyszedł jednak na wolność w 1983 roku i zmarł trzy lata później.